# Nowa Wieś (gmina Krasnobród)
Nowa Wieś – wieś w Polsce, położona w województwie lubelskim, w powiecie zamojskim, w gminie Krasnobród. Leży nad rzeką Wieprz.
W latach 1975–1998 miejscowość należała administracyjnie do województwa zamojskiego.
Wieś jest sołectwem w gminie Krasnobród. Według Narodowego Spisu Powszechnego z roku 2011 wieś liczyła 126 mieszkańców.
Wierni Kościoła rzymskokatolickiego należą do parafii Nawiedzenia Najświętszej Maryi Panny w Krasnobrodzie.

## Historia
Nowa Wieś wieś włościańska w powiecie zamojskim, gminie i parafii Krasnobród, około roku 1885 było w niej 8 domów i 75 mieszkańców na 76 morgach gruntu piaszczystego.
Natomiast w spisie powszechnym z roku 1921 spisano tu 34 domy i 186 mieszkańców.